# Maghreb Orient Express
Pour les articles homonymes, voir Orient-Express.
Maghreb-Orient Express (#MOE) est une émission de télévision culturelle diffusée sur la chaîne généraliste francophone internationale TV5 Monde depuis le 6 février 2011. Elle est présentée par le journaliste Mohamed Kaci. #MOE est diffusée en direct au Maghreb et au Moyen-Orient le vendredi à 19h30, heure de Paris.

## Principe de l'émission: le magazine en connexion avec le(s) monde(s) arabe(s)
Maghreb-Orient Express a vu le jour le 6 février 2011, avec pour objectif de relayer l'actualité du monde arabe au lendemain des révolutions en Tunisie et en Égypte. Ce magazine met aujourd’hui à l’honneur l’actualité culturelle des pays du Maghreb et du Machrek, depuis les « Printemps arabe ». 592 numéros ont été diffusés au 20 décembre 2024.

## Un magazine diffusé en Europe, au Proche-Orient et en Afrique
#MOE est diffusée sur plusieurs réseaux :
- TV5MONDE Maghreb Orient

- TV5MONDE Afrique

- TV5MONDE Europe

- TV5MONDE France Belgique Suisse Monaco

- L’émission #MOE est aussi diffusée sur France 3 Corse Via Stella, une des vingt-quatre antennes métropolitaines de proximité de France Télévisions, le vendredi à 15h55 heure d'Ajaccio.

## Place aux femmes!
- #MOE fait une grande place aux femmes. En France, seules 18 % de femmes s'imposent comme «expertes» et sont consultées comme spécialistes dans les médias. Alors que la plupart des télés, radios, et journaux donnent en priorité la parole aux hommes, #MOE a choisi de donner en priorité la parole aux femmes.

- Ainsi les invités sont en majorité des invitées : 54 % de femmes expertes de janvier à juin 2011 et 77,8 % en septembre de la même année, comme le souligne le rapport 2011 de la Commission sur l’image des femmes dans les médias[1].

## Diffusion
En direct chaque vendredi
Sur TV5MONDE Maghreb Orient à 20h30 Beyrouth
+ direct sur la page Facebook de l'émission et YouTube TV5MONDE
Chaque samedi
Sur TV5MONDE Afrique à 20h Dakar
Sur TV5MONDE Europe à 13h Berlin
Sur TV5MONDE Maghreb Orient à 7h Beyrouth
Chaque dimanche
Sur TV5MONDE Europe vers 8h30 Berlin
Sur TV5MONDE Maghreb Orient à 14h Beyrouth
Sur TV5MONDE Afrique à 3h55 Abidjan
Sur TV5MONDE France Belgique Suisse Monaco à 19h Paris